# Бильче-Золотецкая сельская община
Бильче-Золотецкая сельская община (укр. Більче-Золотецька сільська громада) — территориальная община в Чортковском районе Тернопольской области Украины.
Административный центр — село Бильче-Золотое.
Население составляет 4954 человека. Площадь — 107,8 км².
В соответствии с распоряжением Кабинета Министров Украины от 12 июня 2020 года, в состав общины вошла территория Алексинского, Бильче-Золотецкого и Шершеневского сельских советов упразднённого Борщёвского района, а также Мышковского сельского совета упразднённого Залещицкого района.

## Населённые пункты
В состав общины входит 7 сёл:
- Бильче-Золотое
  - Монастырок
  - Мушкаров
  - Юрьямполь
- Алексинский старостинский округ:
  - Алексинцы
- Мышковский старостинский округ:
  - Мышков
- Шершеневский старостинский округ:
  - Шершеневка